# Айдахский кролик
Айдахский кролик, или кролик-пигмей (лат. Brachylagus idahoensis) — млекопитающее семейства зайцевых.

## Описание
Длина тела составляет от 22 до 28 см, вес от 250 до 450 г. Окрас шерсти верхней части тела жёлто-коричневого цвета, нижняя часть тела белёсая. Задние конечности очень короткие, поэтому у них отсутствует прыгающий способ передвижения как у других зайцев.

## Распространение
Айдахский кролик обитает на северо-западе США, в штатах Вашингтон, Айдахо, Монтана, Вайоминг, Невада и на севере Калифорнии. Предпочитают ландшафты с зарослями трёхзубчатой полыни (Artemisia tridentata).

## Образ жизни
Роют норы глубиной до 1 м, у которых, как правило, 4 или 5 выходов, часто непосредственно под кустом. Эта деятельность отличает их от представителей рода Sylvilagus, которые не роют собственные норы. Они прокладывают сквозь кустарники тропы, которые позволяют им быстро передвигаться. Активны преимущественно в сумеречное и ночное время, в поисках корма часто не отходят от нор дальше 30 м. Основное питание — это трёхзубчатая полынь.

## Размножение
Период беременности составляет 4 недели. Самка рождает до трёх раз в год от 4-х до 8-и детёнышей.